# Prémanon
Prémanon est une commune française située dans le département du Jura, la région culturelle et historique de Franche-Comté et la région administrative Bourgogne-Franche-Comté. Ses habitants sont appelés Prémanoniers et Prémanonières.
Prémanon est l'une des quatre communes de la station des Rousses.

## Géographie

### Situation
Prémanon est situé à l'est du département du Jura, à la frontière de la Suisse, à 3 km à vol d'oiseau des Rousses, à 10 km au sud de Morez (par la route) et 29 km au nord-est de Saint-Claude (par la route). Le village se trouve à proximité du parc naturel régional du Haut-Jura, à 2 km à l'est du mont Fier (1 282 m), qui est en limite de parc.
Selon le classement établi par l'Insee en 1999, Prémanon, tout comme ses communes limitrophes, est une commune rurale non polarisée, qui ne fait donc partie d’aucune aire urbaine ni d'aucun espace urbain. Les unités urbaines (couramment : villes) les plus proches sont celles de Morez et de Saint-Claude.

### Toponymie
L'orthographe du nom a varié au cours des âges, on a pu lire Prez-Manon, Prel-Manon, Pré-Mannon ou Prémanon. Ce nom vient du Pré Manon, du nom du prévot de l'abbaye de Saint-Claude qui, au IXe siècle, entreprit le défrichement du territoire. De plus, certains lieux-dits de communes voisines se réfèrent à Manon : le Manon (Septmoncel), la Chaux Manon (Lamoura), le Cernois-Manon (Longchaumois).

### Climat
Pour des articles plus généraux, voir Climat de la Bourgogne-Franche-Comté et Climat du département du Jura.
En 2010, le climat de la commune est de type climat de montagne, selon une étude du Centre national de la recherche scientifique s'appuyant sur une série de données couvrant la période 1971-2000. En 2020, Météo-France publie une typologie des climats de la France métropolitaine dans laquelle la commune est exposée à un climat de montagne ou de marges de montagne et est dans la région climatique  Jura, caractérisée par une forte pluviométrie en toutes saisons (1 000 à 1 500 mm/an), des hivers rigoureux et un ensoleillement médiocre. 
Pour la période 1971-2000, la température annuelle moyenne est de 5,9 °C, avec une amplitude thermique annuelle de 15,6 °C. Le cumul annuel moyen de précipitations est de 1 902 mm, avec 12,6 jours de précipitations en janvier et 11,1 jours en juillet. Pour la période 1991-2020, la température moyenne annuelle observée sur la station météorologique de Météo-France la plus proche, « Divonne ZA », sur la commune de Divonne-les-Bains à 14 km à vol d'oiseau, est de 10,5 °C et le cumul annuel moyen de précipitations est de 1 129,8 mm. 
La température maximale relevée sur cette station est de 39,9 °C, atteinte le 24 août 2023 ; la température minimale est de −16,5 °C, atteinte le 5 février 2012,,. 
Les paramètres climatiques de la commune ont été estimés pour le milieu du siècle (2041-2070) selon différents scénarios d'émission de gaz à effet de serre à partir des nouvelles projections climatiques de référence DRIAS-2020. Ils sont consultables sur un site dédié publié par Météo-France en novembre 2022.

## Urbanisme

### Typologie
Au 1er janvier 2024, Prémanon est catégorisée commune rurale à habitat dispersé, selon la nouvelle grille communale de densité à sept niveaux définie par l'Insee en 2022.
Elle est située hors unité urbaine et hors attraction des villes,.

### Occupation des sols
L'occupation des sols de la commune, telle qu'elle ressort de la base de données européenne d’occupation biophysique des sols Corine Land Cover (CLC), est marquée par l'importance des forêts et milieux semi-naturels (85,9 % en 2018), en diminution par rapport à 1990 (88,3 %). La répartition détaillée en 2018 est la suivante : 
forêts (70,3 %), milieux à végétation arbustive et/ou herbacée (15,6 %), prairies (11 %), zones urbanisées (3,1 %). L'évolution de l’occupation des sols de la commune et de ses infrastructures peut être observée sur les différentes représentations cartographiques du territoire : la carte de Cassini (XVIIIe siècle), la carte d'état-major (1820-1866) et les cartes ou photos aériennes de l'IGN pour la période actuelle (1950 à aujourd'hui).

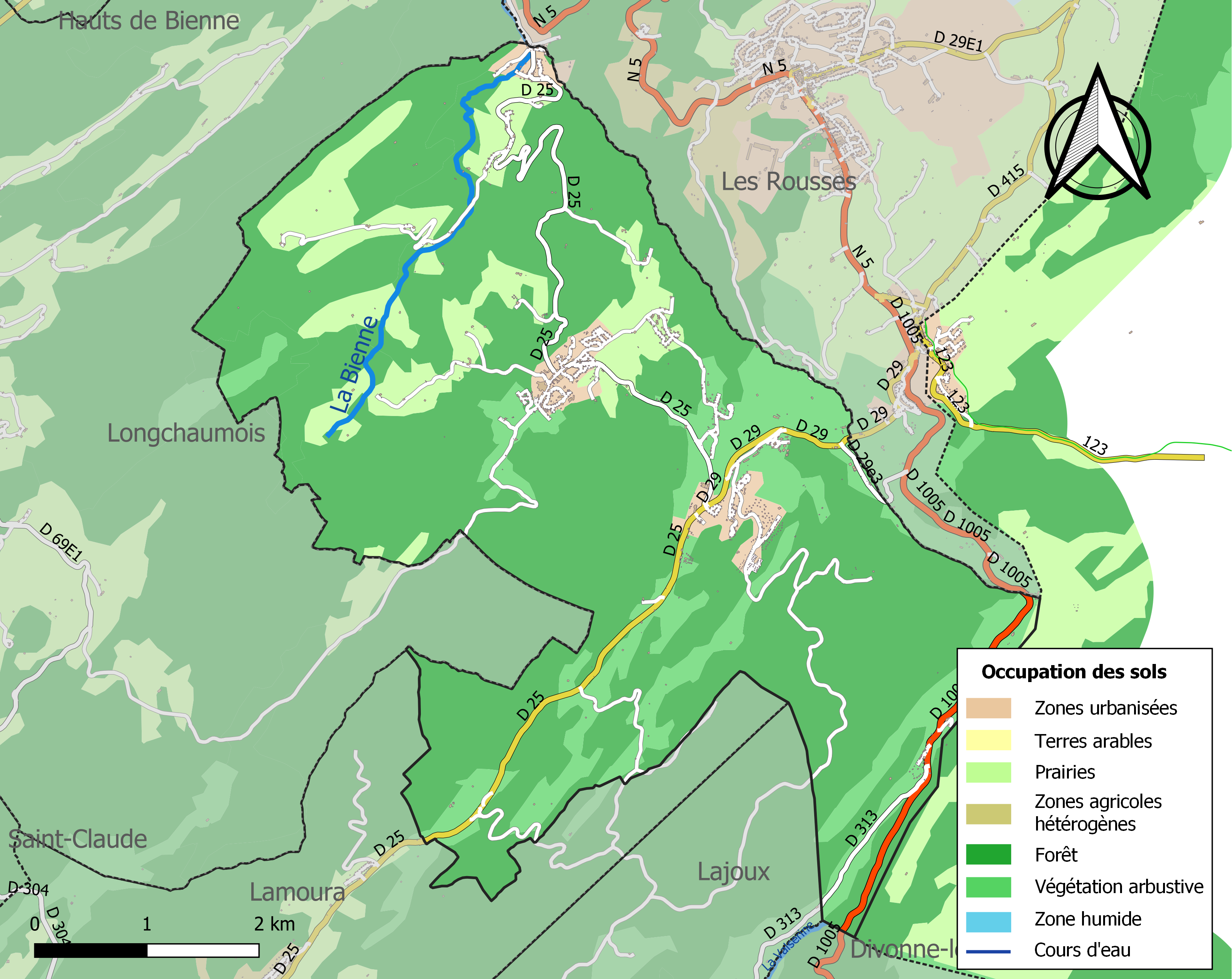
Carte des infrastructures et de l'occupation des sols de la commune en 2018 (CLC).

## Histoire
Le village de Prémanon a joué un rôle important dans la naissance de l'industrie de la lunette dans la région de Morez.

En effet, c'est au hameau des Rivières qu'en 1796, un cloutier, Pierre-Hyacinthe Caseaux, a l'idée d'utiliser du fil de métal pour fabriquer des bésicles. C'est le début de la lunetterie morézienne, qui connaît son essor à partir du milieu du XIXe siècle.

### Héraldique
|  | Les armes de la commune se blasonnent ainsi : D'or à la bande d'azur chargée de trois cristaux de neige d'argent, accompagnée en chef d'un coq de bruyère contourné au naturel et en pointe d'un sapin de sinople. |

En 1862, le traité des Dappes prévoit un échange de territoires entre la France et la Suisse. Prémanon obtient le mont des Tuffes ainsi qu'une partie de la Route nationale 5.

## Politique et administration
| Période      | Période   | Identité               | Étiquette | Qualité                                                               |
| ------------ | --------- | ---------------------- | --------- | --------------------------------------------------------------------- |
| (avant 1995) | mars 2001 | Robert Bourgeois       | DVD       |                                                                       |
| mars 2001    | mars 2014 | Bernard Regard-Jacobez | DVD       |                                                                       |
| mars 2014    | En cours  | Nolwenn Marchand       | DVD       | Ingénieur conseil, Président de la Communauté de communes depuis 2020 |

## Démographie
L'évolution du nombre d'habitants est connue à travers les recensements de la population effectués dans la commune depuis 1793. Pour les communes de moins de 10 000 habitants, une enquête de recensement portant sur toute la population est réalisée tous les cinq ans, les populations de référence des années intermédiaires étant quant à elles estimées par interpolation ou extrapolation. Pour la commune, le premier recensement exhaustif entrant dans le cadre du nouveau dispositif a été réalisé en 2008.

En 2022, la commune comptait 1 244 habitants, en évolution de +5,25 % par rapport à 2016 (Jura : −0,81 %, France hors Mayotte : +2,11 %).
| 1793 | 1800 | 1806 | 1821 | 1831 | 1836 | 1841 | 1846 | 1851 |
| ---- | ---- | ---- | ---- | ---- | ---- | ---- | ---- | ---- |
| 782  | 651  | 714  | 658  | 716  | 682  | 649  | 677  | 719  |

| 1856 | 1861 | 1866 | 1872 | 1876 | 1881 | 1886 | 1891 | 1896 |
| ---- | ---- | ---- | ---- | ---- | ---- | ---- | ---- | ---- |
| 641  | 702  | 767  | 771  | 747  | 704  | 781  | 752  | 684  |

| 1901 | 1906 | 1911 | 1921 | 1926 | 1931 | 1936 | 1946 | 1954 |
| ---- | ---- | ---- | ---- | ---- | ---- | ---- | ---- | ---- |
| 699  | 638  | 568  | 492  | 388  | 336  | 333  | 324  | 286  |

| 1962 | 1968 | 1975 | 1982 | 1990 | 1999 | 2006 | 2008  | 2013  |
| ---- | ---- | ---- | ---- | ---- | ---- | ---- | ----- | ----- |
| 251  | 284  | 315  | 320  | 606  | 664  | 931  | 1 006 | 1 151 |

| 2018  | 2022  | - | - | - | - | - | - | - |
| ----- | ----- | - | - | - | - | - | - | - |
| 1 193 | 1 244 | - | - | - | - | - | - | - |

## Lieux et monuments

### Voies
| 74 odonymes recensés à Prémanon au 7 décembre 2013            | 74 odonymes recensés à Prémanon au 7 décembre 2013 | 74 odonymes recensés à Prémanon au 7 décembre 2013 | 74 odonymes recensés à Prémanon au 7 décembre 2013 | 74 odonymes recensés à Prémanon au 7 décembre 2013 | 74 odonymes recensés à Prémanon au 7 décembre 2013 | 74 odonymes recensés à Prémanon au 7 décembre 2013 | 74 odonymes recensés à Prémanon au 7 décembre 2013 | 74 odonymes recensés à Prémanon au 7 décembre 2013 | 74 odonymes recensés à Prémanon au 7 décembre 2013 | 74 odonymes recensés à Prémanon au 7 décembre 2013 | 74 odonymes recensés à Prémanon au 7 décembre 2013 | 74 odonymes recensés à Prémanon au 7 décembre 2013 | 74 odonymes recensés à Prémanon au 7 décembre 2013 | 74 odonymes recensés à Prémanon au 7 décembre 2013 | 74 odonymes recensés à Prémanon au 7 décembre 2013 |
| Allée                                                         | Avenue                                             | Bld                                                | Chemin                                             | Cour                                               | Impasse                                            | Montée                                             | Passage                                            | Place                                              | Quai                                               | Carrefour                                          | Route                                              | Rue                                                | Ruelle                                             | Autres                                             | Total                                              |
| ------------------------------------------------------------- | -------------------------------------------------- | -------------------------------------------------- | -------------------------------------------------- | -------------------------------------------------- | -------------------------------------------------- | -------------------------------------------------- | -------------------------------------------------- | -------------------------------------------------- | -------------------------------------------------- | -------------------------------------------------- | -------------------------------------------------- | -------------------------------------------------- | -------------------------------------------------- | -------------------------------------------------- | -------------------------------------------------- |
| 8                                                             | 0                                                  | 0                                                  | 24                                                 | 0                                                  | 0                                                  | 0                                                  | 0                                                  | 2                                                  | 0                                                  | 1                                                  | 11                                                 | 22                                                 | 0                                                  | 6                                                  | 74                                                 |
| Notes « N »                                                   | Notes « N »                                        | Notes « N »                                        | 1. 2. 3. 4. 5.                                     | 1. 2. 3. 4. 5.                                     | 1. 2. 3. 4. 5.                                     | 1. 2. 3. 4. 5.                                     | 1. 2. 3. 4. 5.                                     | 1. 2. 3. 4. 5.                                     | 1. 2. 3. 4. 5.                                     | 1. 2. 3. 4. 5.                                     | 1. 2. 3. 4. 5.                                     | 1. 2. 3. 4. 5.                                     | 1. 2. 3. 4. 5.                                     | 1. 2. 3. 4. 5.                                     | 1. 2. 3. 4. 5.                                     |
| Sources : rue-ville.info & OpenStreetMap & FNACA-GAJE du Jura |                                                    |                                                    |                                                    |                                                    |                                                    |                                                    |                                                    |                                                    |                                                    |                                                    |                                                    |                                                    |                                                    |                                                    |                                                    |

### Édifices et sites

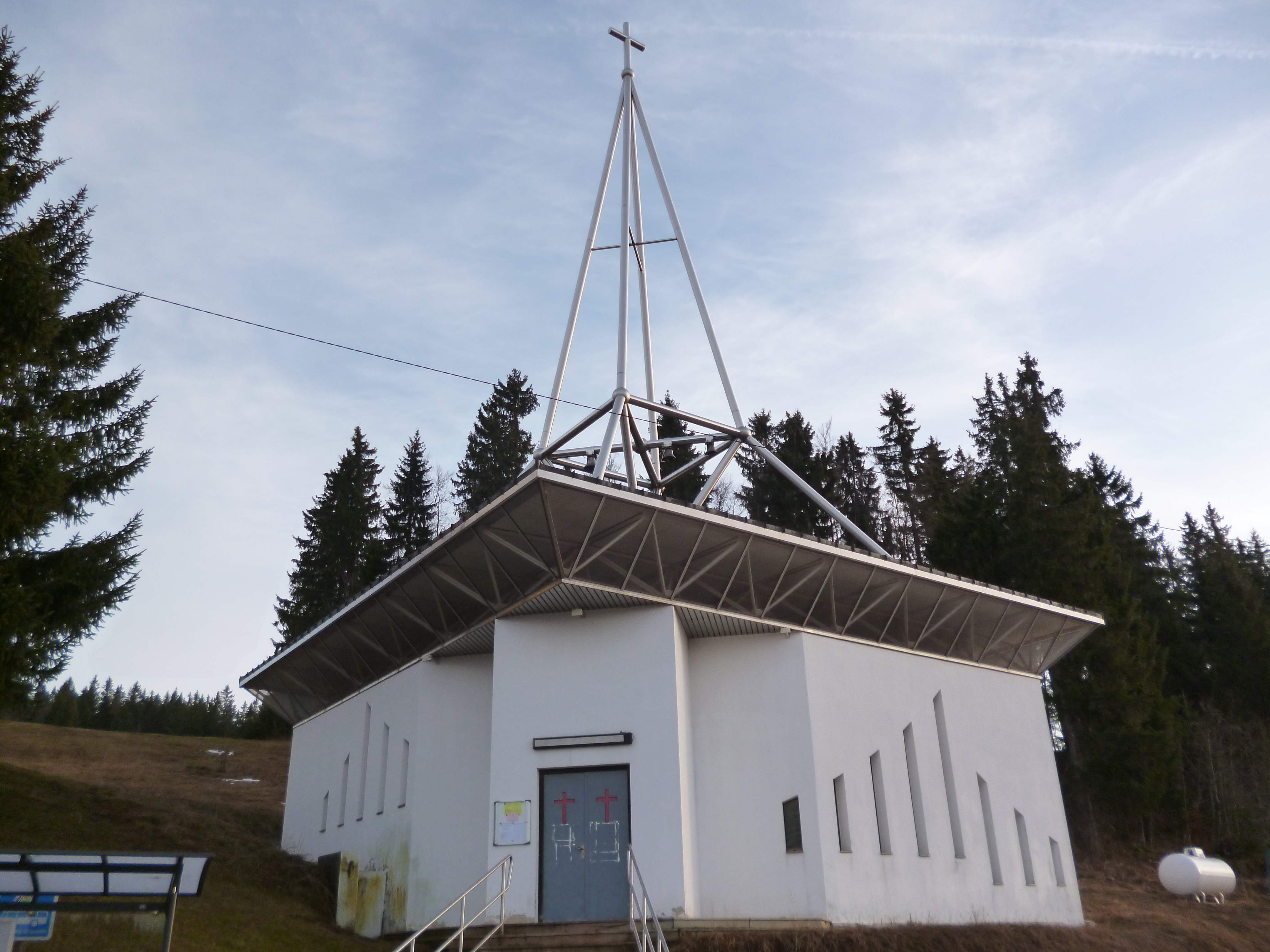
La Chapelle des Jouvencelles.
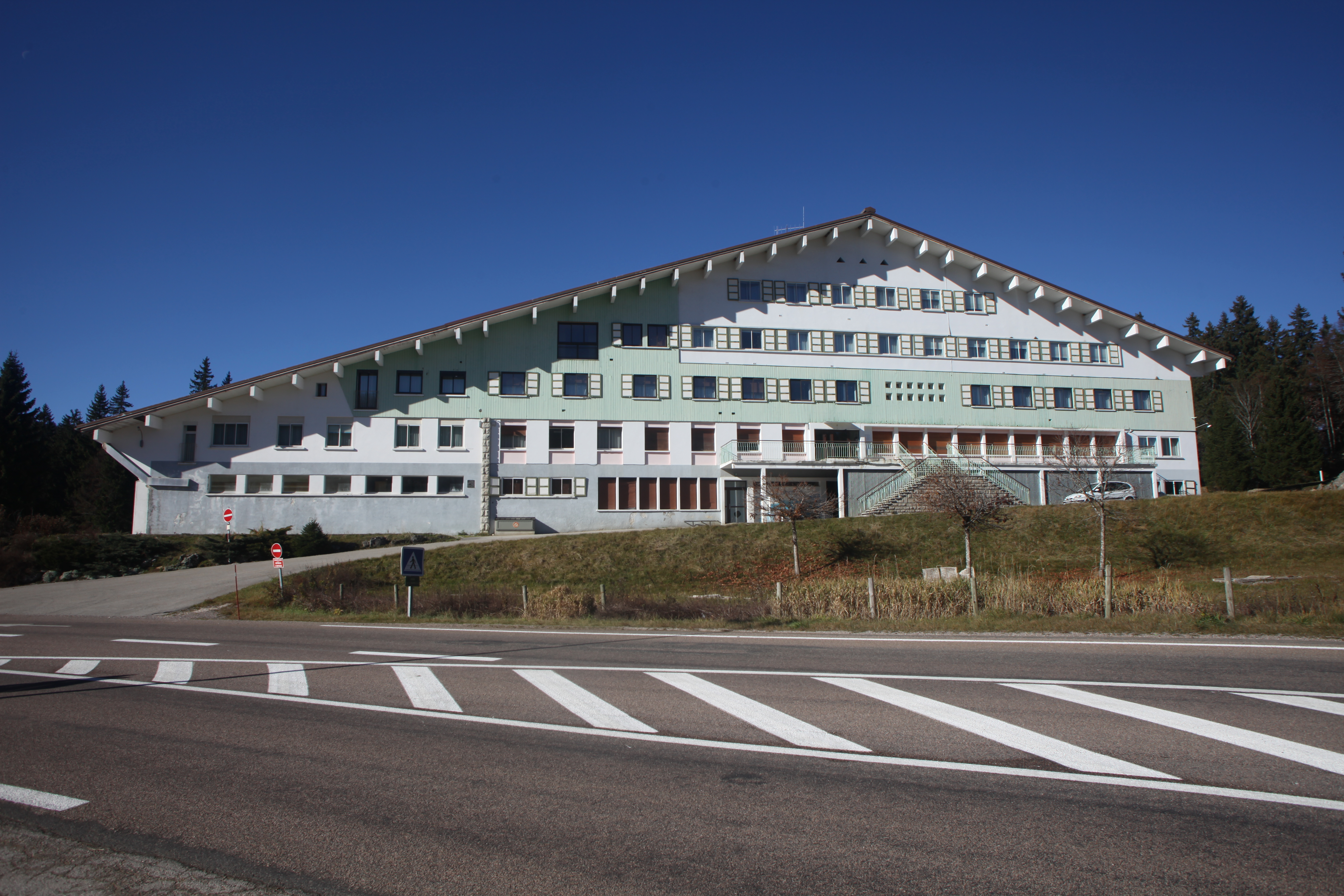
Le centre de vacances des Jacobeys.
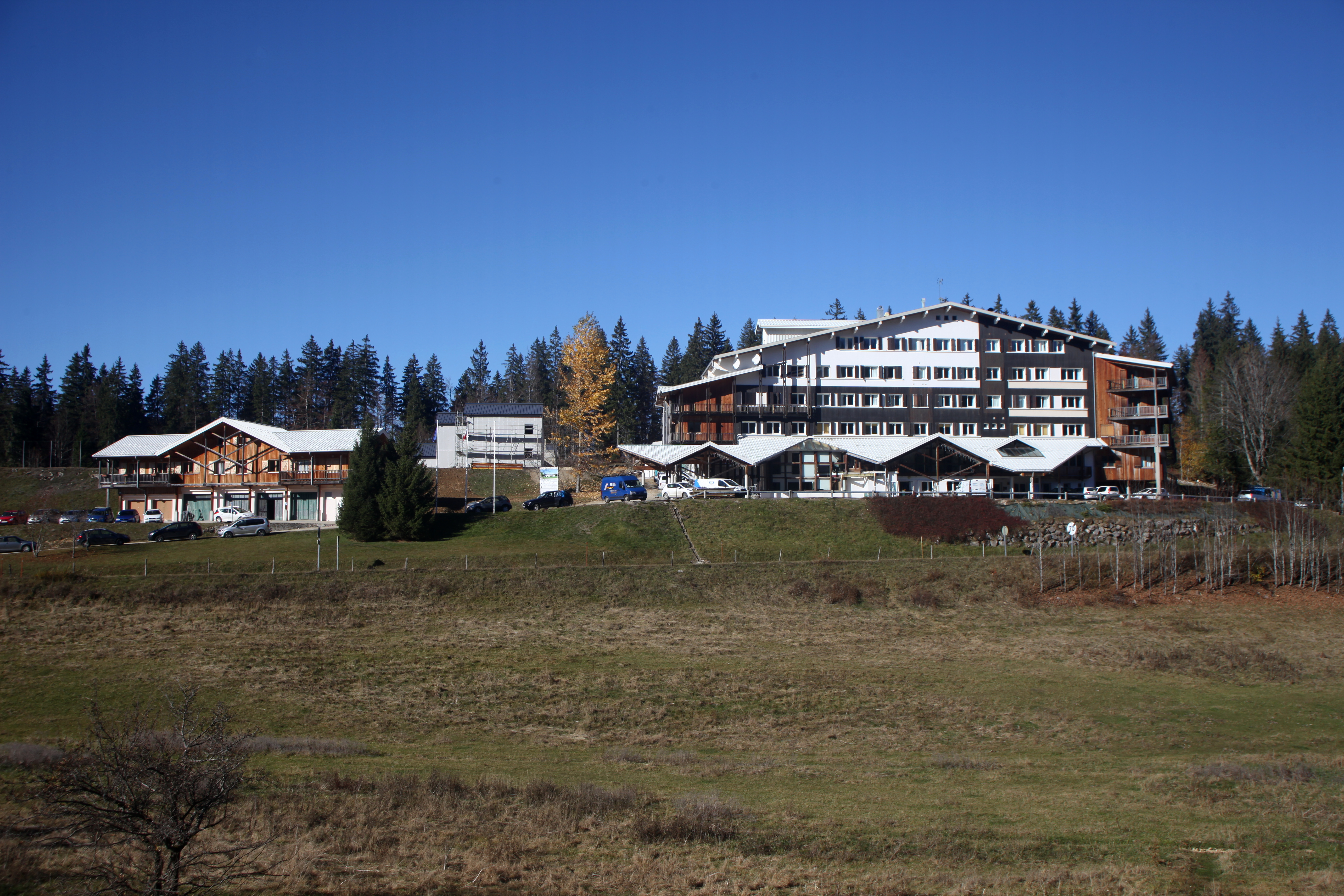
Le Centre national de ski nordique et de moyenne montagne

- L'Espace des Mondes Polaires, nouvelle structure dédiée aux milieux polaires à la fois ludique et pédagogique, a ouvert au public au début de l'année 2017.
- La Patinoire de l'Espace des Mondes Polaires est la seule de la station des 4 villages (Prémanon, Bois-d'Amont, Les Rousses, Lamoura), et la seule patinoire en glace du département du Jura.
- Le Centre polaire Paul-Émile Victor, dédié aux explorations polaires et l'explorateur du même nom, a fermé ses portes en 2016.
- La mairie est située près de l'église, sur un monticule qui domine le village.
- L'église Saint-Barthélémy est située dans le diocèse de Saint-Claude, elle est desservie par la paroisse no 10 de Saint-Matthieu-de-Joux. Les curés sont les abbés Arnaud, Brelot et Pierre Girod.

## Jeux olympiques de la jeunesse d'hiver de 2020
Dans le cadre des Jeux olympiques de la jeunesse d'hiver de 2020, le Centre National de Ski Nordique et de Moyenne Montagne de Prémanon a été site olympique. Le stade nordique des Tuffes à Prémanon rebaptisé en 2014 Stade Jason Lamy-Chappuis, a accueilli les épreuves de saut à ski, biathlon et combiné nordique. Lausanne a été élue en juillet 2015.

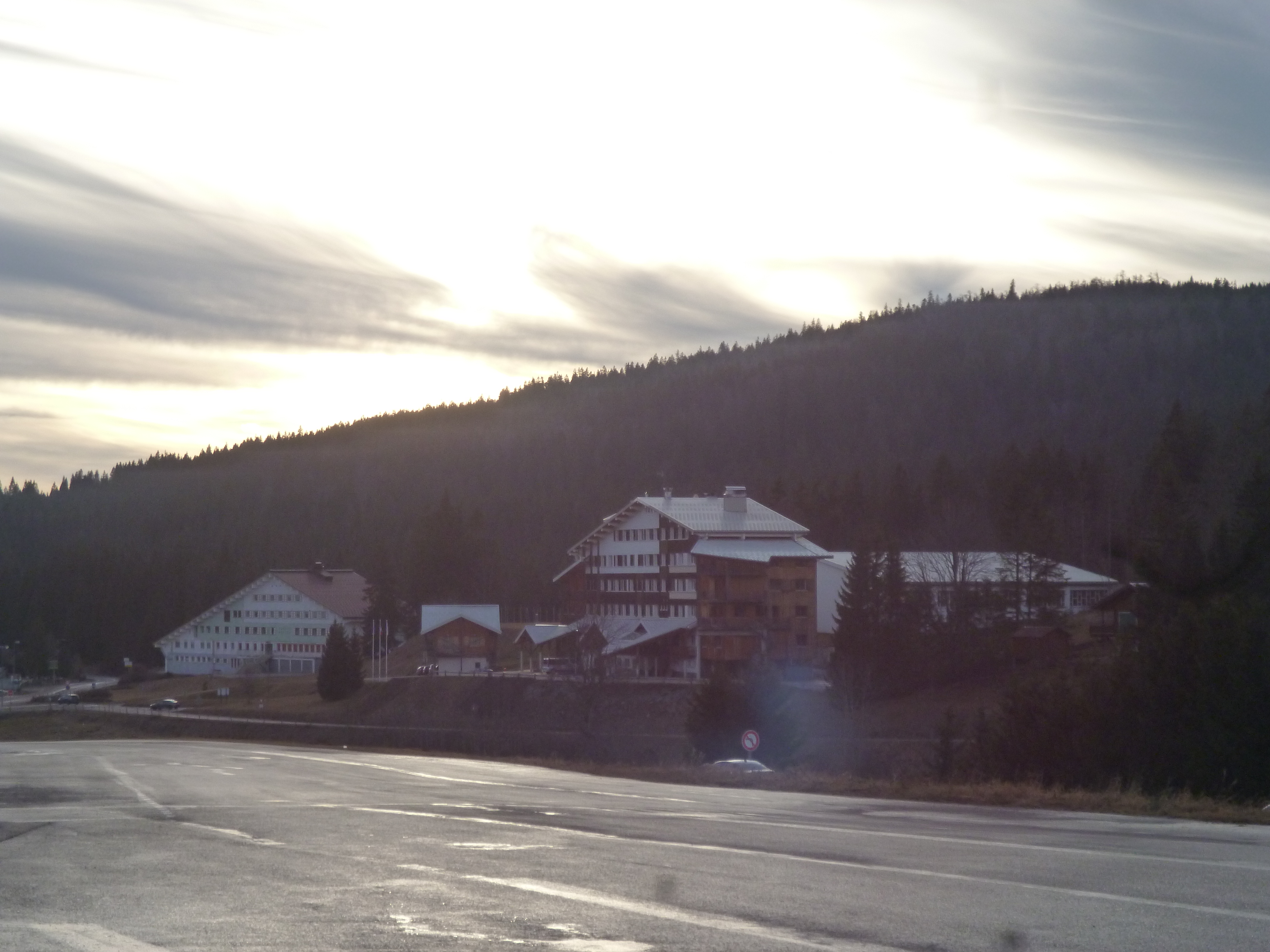
Le Centre National de Ski Nordique et de Moyenne Montagne.

## Personnalités liées à la commune
- Paul-Émile Victor a fait ici de nombreux séjours auprès de son ami jurassien Pierre Marc, qui y a créé son musée polaire en 1987-1988.
- Jean-Christophe Victor, son fils, initiateur avec Stéphane Niveau et avec les acteurs locaux de l'Espace des Mondes Polaires[20].
- Jean-Jacques Barbaux, ancien président du Conseil Départemental de Seine-&-Marne y est décédé alors qu'il passait ses congés en famille.

### Cartes
1. ↑  IGN, « Évolution comparée de l'occupation des sols de la commune sur cartes anciennes », sur remonterletemps.ign.fr (consulté le 15 juillet 2023).